# Eric Castrén
Eric Castrén, född 14 juli 1732 i Paldamo socken, död 21 december 1787 i Kemi socken, var en finländsk präst. Han var son till Matthias Castreen och far till Matthias Castrén.
Castrén blev 1748 student vid Åbo akademi och från 1753 Pehr Kalms elev sedan denne återvänt från Amerika. Under inflytande från denne kom han att intressera sig för ekonomi och hembygdsforskning; hans gradualavhandling, då han 1754 blev filosofie magister, behandlar Kajaneborgs län och har till stora delar författats av Castrén själv. Han beskriver här jordbruket och näringarna i länet och föreslår en kanal eller segelled mellan Kajana län och Savolax och Karelen. En liknande näringsbeskrivning publicerade han 1776 i Tidningar utgifne af et sällskap i Åbo under titeln Kortt beskrifning öfwer Pudasjärvi socken i Österbotten. Castrén prästvigdes 1755 och blev samma år pastorsadjunkt i Paldamo. 1759 blev han bataljonspredikant vid Österbottens regemente och 1762 kyrkoherde i Pudasjärvi. 1785 blev Castrén kyrkoherde i Kemi och 1786 kontraktsprost.
Castrén gifte sig 1763 med Catharina Elisabet Keckman, vars far var kyrkoherde i Pudasjärvi, och 1786 med Brita Helena Elfving, vilken var kaplansdotter från Uleåborg och gifte om sig med kyrkoherden Olof Sandberg i Övertorneå.